# Насретдинова Зайтуна Агзамівна
Насретдинова Зайтуна Агзамівна(14 серпня 1923, Уфа — 1 жовтня 2009, Уфа) — радянська, башкирська балерина, солістка балетної трупи Башкирського державного театру опери та балету, народна артистка СРСР (1955).

## Біографія
У 1931—1934 роках навчалася в Уфимській школі N 20 (нині — Уфимська міська башкирська гімназія N 20 ім. Ф. Мустафіна). Потім вступила до Башкирського відділення Ленінградського хореографічного училища (нині — Академія російського балету ім. А. Я. Ваганової), яке закінчила з відзнакою. У липні 1941 почала творчу діяльність як солістка балетної трупи Башкирського державного театру опери та балету, на сцені якого дебютувала в партії Сванільди («Коппелія» Л. Деліба).
З. А. Насретдінова — талановита класична танцівниця широкого діапазону. За довге сценічне життя, у майже чверть століття, вона створила галерею яскравих і неповторних образів у виставах національної, російської та зарубіжної класики. Це Одетта і Оділлія («Лебедине озеро» П. І. Чайковського), Нікія («Баядерка» Л. Мінкуса), Жизель і Мірта («Жизель» А. Адана), Кітрі («Дон Кіхот» Л. Мінкуса), Аврора («Спляча красуня» П. І. Чайковського), Франциска («Голубий Дунай» І. Штрауса), Есмеральда («Есмеральда» Цезаря Пуні) та інші.
У цьому ряду особливе місце посідає образ Зайтунгуль в першому національному балеті «Журавлина пісня», автори якого лібретист Ф. Гаскаров, композитори Л. Степанов та З. Ісмагілов присвятили свій твір молодій і талановитій балерині З. А. Насретдіновій. Перша професійна балерина республіки Зайтун Насретдінова майже чверть століття танцювала разом з Халяфом Сафіулліним, який був її партнером, супутником життя і однодумцем. Вони були в числі перших артистів театру, які почали виїжджати на гастролі за кордон. Їх мистецтву аплодувала публіка НДР та Болгарії, Угорщини та Польщі, Куби та Монголії, Великої Британії та Шотландії, Ірландії та Кореї.
Все життя З. А. Насретдінова присвятила танцю і понад 40 років працювала педагогом-репетитором балетної трупи Башкирського державного театру опери та балету. Багато в чому завдяки її зусиллям у Башкортостані існує безцінна і неповторна Уфимська балетна школа, визнана в усьому світі.

## Нагороди та звання
З. А. Насретдінова у 1946 році була нагороджена медаллю «За доблесну працю в роки Великої Вітчизняної війни», в 1949 — орденом «Знак пошани», в 1976 — орденом Жовтневої революції.
Неодноразово її праця була відзначено почесними грамотами Верховної Ради БАССР. З. А. Насретдінова удостоєна почесних звань: «Заслужена артистка БАССР» (1946), «Заслужена артистка РРФСР» (1949), «Народна артистка РРФСР» (1953), «Народна артистка СРСР» (1955).
У 2005 році редакційною колегією і творчим радою журналу «Балет» вона удостоєна призу «Душа танца» в номінації «Метр танцю», а в квітні 2008 року їй була вручена російська національна театральна премія «Золота маска» у номінації «За честь і гідність».